# Akdağmadeni
Akdağmadeni est une sous-préfecture de 48 560 habitants située à 104 km à l'est de la ville de Yozgat en Turquie. 

## La ville
Ancienne ville minière, elle possède aussi de vastes étendues de forêts de conifères. Quatre-vingts villages dépendent de son administration. 

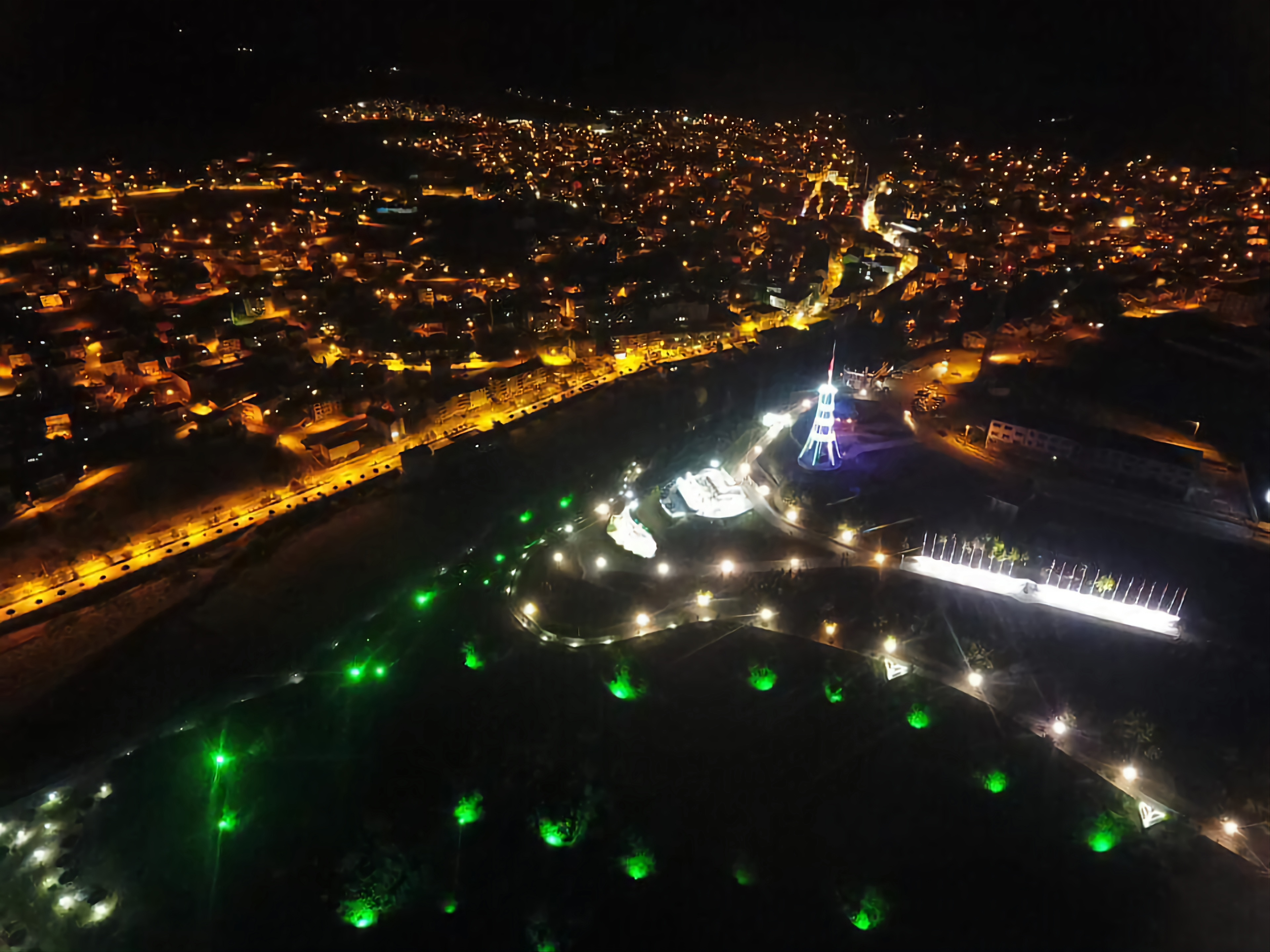
Vue aérienne de Akdaĝmadeni.

Deux anciennes églises - dont une transformée en mosquée et l'autre en ruine.

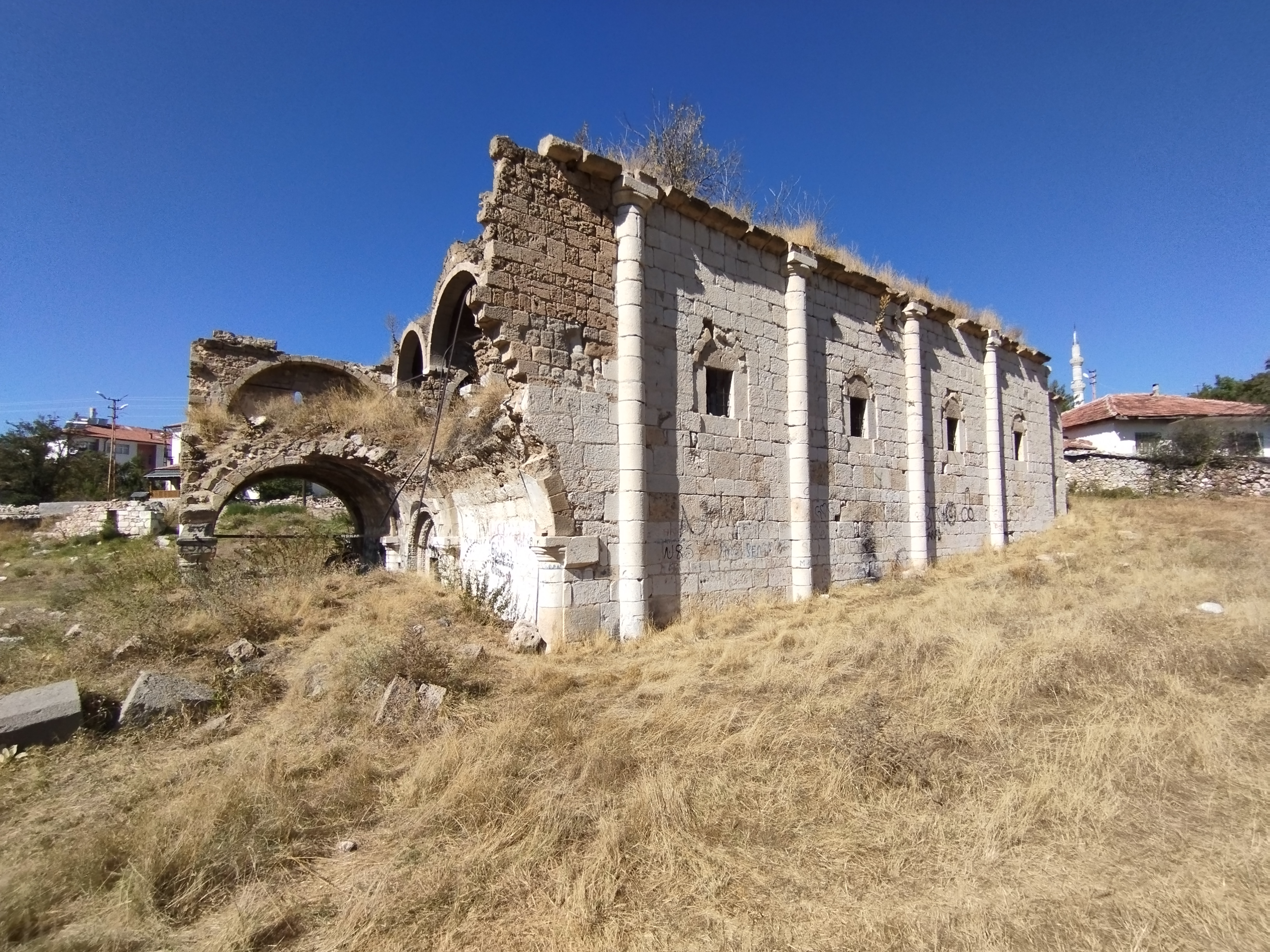
Ancienne église - Akdağmademi - Août 2024

## Sa population
De nombreux turcs de France et d'Autriche sont originaires de cette ville.

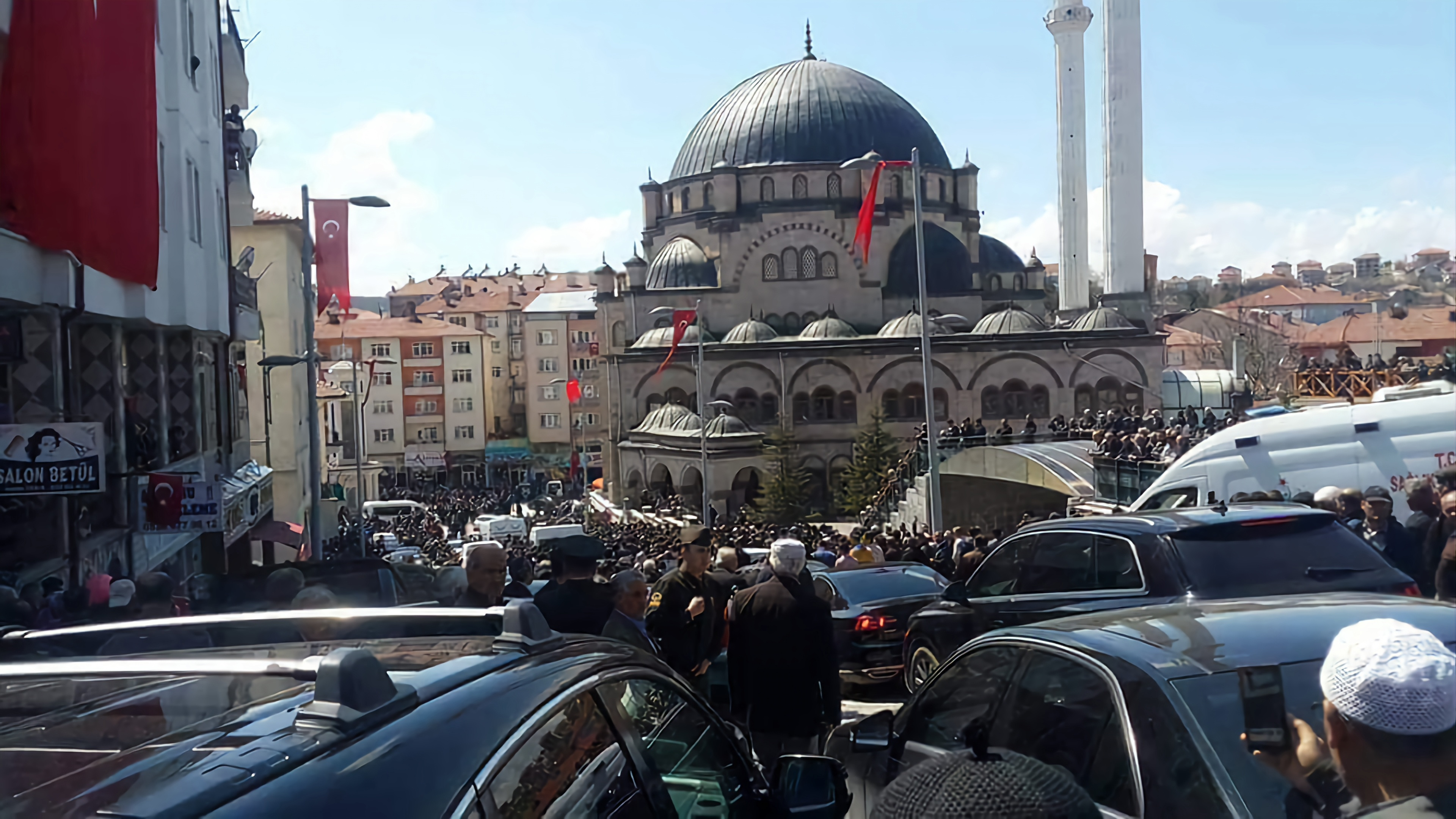
Rue de la grande mosquée.

Elle est la terre natale de Nida Tüfekçi.

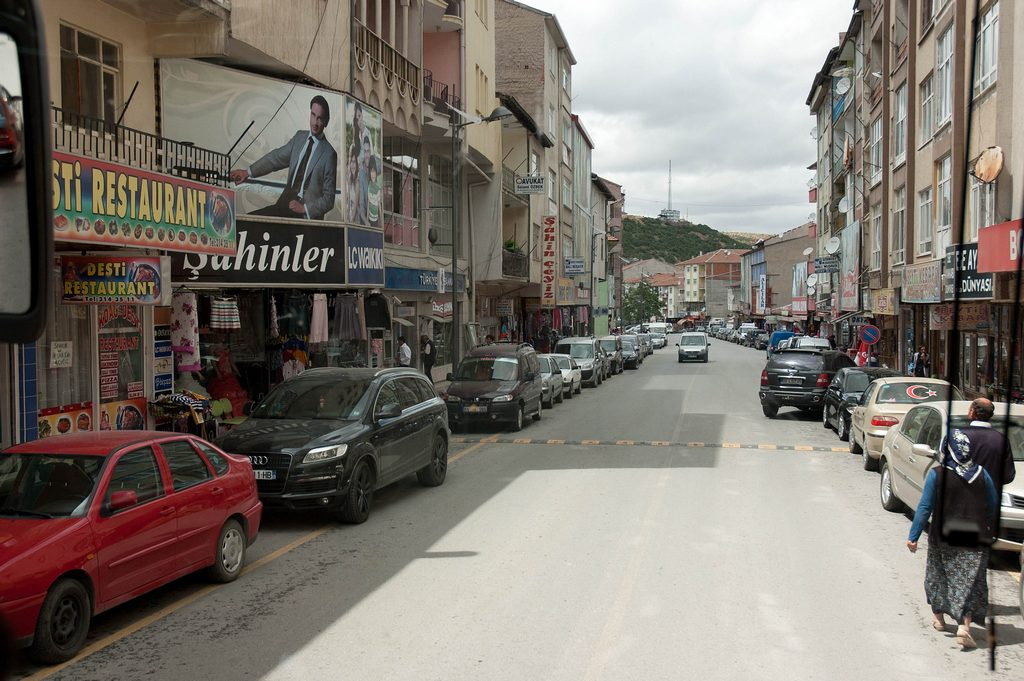
Rue du marché d'Akdağmadeni